# 동물윤리와 환경윤리의 관계
동물윤리와 환경윤리의 관계는 개별 비인간 동물(특히 인간의 직접적 통제를 벗어난 공간에 사는 동물)과 종, 개체군, 생태계와 같은 개념적 실체에 대한 서로 다른 윤리적 고려사항과 관련있다. 이 두 분야의 교차점은 비건 담론의 두드러진 구성 요소이다.

## 개요
일반적으로 동물윤리학자들은 지각있는 개체의 복지와 이익을 관심의 중심에 두는 반면, 환경윤리학자들은 생물다양성, 개체군, 생태계, 종 및 자연 자체의 보존에 초점을 맞춘다. 동물윤리학자도 이러한 개체에 가치를 부여할 수 있지만, 이는 지각있는 개체에게 도구적 가치가 있는 한도 내에서만 가능하다.
환경윤리학자들은 멸종위기에 처한 종과 토착종과 같이 더 흔한 종의 구성원보다 더 가치있다고 생각하는 생태계 실체의 보존을 위협하는 것으로 여겨지는 도입종에 속하는 개별 동물을 제거하거나 죽이는 것이 정당하다고 생각한다. 이러한 조치는 동물윤리학자들에 의해 자주 반대된다. 이들은 개별동물의 가치를 지각 수준에 따라 등급화해야한다고 주장하며 개별 동물이 자연적으로 존재하는지 여부를 도덕적으로 고려하지 않는다. 그들에게 중요한 것은 개체가 고통을 받을 수 있는 능력이다.
환경윤리학자들은 생태학적으로 유익한 것으로 간주되는 경우 개별 동물에게 해를 끼치는 사냥을 지지할 수 있다. 일부 동물윤리학자들은 야생동물의 고통을 줄이기 위한 조치를 취하는 것이 도덕적 의무라고 주장한다. 이는 환경윤리학자들이 일반적으로 반대한다.
이러한 의견 차이로 인해 일부 윤리학자들은 동물윤리와 환경윤리가 양립할 수 없다고 주장한다. 반면, 다른 이들은 이러한 입장이 조화될 수 있다거나 의견 불일치가 처음 나타났을 때만큼 심하지 않다고 주장한다.

## 관점

### 동물윤리학자
동물권 철학자 톰 레건은 1981년 논문에서 "무의식적 자연적 대상은 인간이익과 무관하게 그 자체로 가치를 가질 수 있다"는 환경윤리를 고안했다. 레건은 1982년 저서 동물권 옹호에서 "더 큰 생태학적 이익을 위해 개체가 희생될 수 있다"는 알도 레오폴드의 전체론적 대지윤리를 동물권 개념과 조화시키기 어렵다고 주장했으며, 그 결과 레오폴드의 관점은 정당하게 "환경 파시즘"이라고 불릴 수 있다고 말했다.
공리주의 철학자 피터 싱어는 실천윤리에서 "먼 미래에까지 이어지는 후속 세대를 포함한 모든 지각있는 생물의 이익을 고려하는" 환경윤리를 주장한다.
Eze Paez와 Catia Faria는 동물윤리와 환경윤리가 "도덕적 고려의 양립할 수 없는 기준"과 "감각 있는 개인의 이익에 관한 양립할 수 없는 규범적 함의"를 가지고 있다고 주장한다. 그들은 또한 환경 윤리가 야생동물의 고통의 문제를 적절하게 설명하지 못한다고 주장한다. 오스카 호르타는 첫인상과는 달리 "생물중심적 관점은 야생에서의 동물의 고통을 덜어주기 위한 개입을 강력히 지지해야한다"고 주장했다.

### 생태윤리학자
J. 베어드 캘리콧은 1980년 논문 "동물해방: 삼각 관계"에서 환경윤리의 패러다임으로 여겨지는 레오폴드의 대지윤리의 윤리적 토대와 동물해방 운동의 윤리적 토대 사이의 "극심한 실질적 차이"를 주장한 최초의 환경철학자였다. 마크 사기프는 1984년 논문 "동물해방과 환경윤리: 나쁜 결혼, 빠른 이혼"에서 비슷한 주장을 하며 "환경주의자는 동물해방주의자가 될 수 없다. 동물해방주의자는 환경주의자가 될 수 없다"고 주장했다. 1988년 출간된 후속 논문에서 캘리콧은 그의 이전 논문이 촉발한 갈등을 개탄하며 "비인간세계를 황폐화시키는 파괴적 세력인 공통의 적에 맞서 공동의 대의를 세우는 것이 우리들끼리 계속해서 말다툼하는 것보다 훨씬 현명할 것"이라고 말했다.
Michael Hutchins와 Christin Wemmer는 1986년 논문 "야생동물 보호와 동물권: 그것들은 양립 가능한가?"에서 동물해방론자들의 입장을 "생물학적으로 무지하고 따라서 야생동물 보호를 위한 지적인 기반을 제공할 준비가 되어 있지 않다"고 규정했다. 그러나 그들은 "윤리철학은 보호 문제에 관해서는 심각한 시험에 직면한다"는 점을 인정했다.
1992년 논문에서 Ned Hettinger는 동물권 운동가들이 Holmes Rolston의 환경윤리와 사냥에 대한 그의 지지를 비판한 것에 대응하여 포식문제를 제기하며 "인간이 다른 포식자에 합류해서는 안 되고 기본적인 필요를 위해 동물을 죽여서는 안 된다고 주장함으로써 동물 운동가들은 모든 육식 동물의 포식이 본질적으로 사악하다는 견해에 얽매일 위험이 있다"고 말했다.
Dale Jaimeson은 "동물해방은 별개의 입장이 아니라 환경윤리"라고 주장했으며 환경 윤리학자들은 이를 환영해야 한다고 말했다.
Ricardo Rozzi는 동물 윤리학자들을 "분류학적 쇼비니즘"으로 비판했으며 그들에게 "도덕적 공동체에서 무척추동물의 참여를 재평가하라"고 촉구했다.

## 같이 보기
- 종차별주의